# 아트 스테이션 (마드리드 지하철)
아트 스테이션(스페인어: Estación del Arte)은 마드리드 지하철 1호선의 역이다. 마드리드의 카를로스 5세 광장 지하에 자리잡고 있다. 요금구역상으로는 A구역에 속한다. 철도역과 세르카니아스역이 있는 아토차 렌페 역과는 500m가 채 못 되는 거리에 있다.
행정구역상으로는 센트로 구와 레티로 구, 아르간수엘라 구 사이에 걸쳐 있다. 프라도 미술관과 에스파냐 은행에서 제일 가까운 역이기도 하며, 그밖에도 레이나 소피아 박물관, 티센보르네미차 박물관 등 다른 박물관도 부근에 자리해 있다. 스페인 환경농림해양부 청사도 근처에 있다.

## 역사
1921년 12월 26일 1호선 연장구간 개통과 함께 문을 열었다. 개업 당시부터 약 60년 동안은 마드리드 남역 (지금의 아토차 역)으로 가는 가장 가까운 지하철역이었지만, 나중에 아토차 역과 직결되는 지하철역인 아토차 렌페 역이 문을 열면서 지금은 프라도 미술관을 방문할 때 주로 이용하는 역이 되었다. 개통 초반에는 1호선의 시종착역이었지만 1923년 5월 8일 푸엔테 데 바예카스 역까지 연장되면서 일반역이 되었다.
2007년에는 내장과 천장공사를 실시하였고 이에 따라 승강장 벽면은 초록색 비트렉스 마감으로 되어 있다.
2016년 7월 3일부터는 1호선의 도심구간에 해당되는 플라사 데 카스티야-시에라 데 과달루페 구간이 시설정비 공사로 운행을 일시 중단되면서 이곳도 영업을 중단하였다. 공사 작업 완료일은 2016년 11월 경이 될 것으로 예측되었으며, 11월 13일에 모든 작업이 끝나 마지막으로 남아있던 콰트로 카미노스-아토차 렌페 구간이 재개통하면서 이 역도 다시 문을 열었다.
2018년 12월 1일, 아토차 역은 메트로의 아토차 렌페 역과 더 가깝고 도시의 주요 박물관과 가까워 기차역과의 혼동을 피하기 위해 에스타시온 델 아르테로 이름이 변경되었습니다.

## 환승 정보
역 주변에는 시내버스 정류장이 여러 곳 있다. 야간노선이 다니는 정류장도 세 곳이 있으며, 시외버스 노선도 일부 운행된다.
| 마드리드 지하철                | 마드리드 지하철       | 마드리드 지하철        |
| ------------------------------ | --------------------- | ---------------------- |
| 안톤 마르틴 피나르 데 차마르틴 | 마드리드 지하철 1호선 | 아토차 렌페 발데카로스 |